# 梅尼勒叙莱斯特雷
梅尼勒叙莱斯特雷（法語：Mesnil-sur-l'Estrée，法語發音：[mɛnil syʁ lɛstʁe]）是法国厄尔省的一个市镇，位于该省东南部，属于埃夫勒区。

## 地名
法语地名中介词“sur”（意为“在……上”）常接河名，译作“在……河畔”，但此处的“Estrée”并非河名，而是一个法语地名术语，其来自拉丁语“strata”，意为“铺满平坦石头的道路”。

## 地理
梅尼勒叙莱斯特雷（48°46'19"N, 1°18'5"E）面积5.76 平方千米，位于法国诺曼底大区厄尔省，该省份为法国北部内陆省份，北起滨海塞纳省，西接奧恩省和卡爾瓦多斯省，南至厄尔-卢瓦省，东临瓦兹省、瓦兹河谷省和伊夫林省。
与梅尼勒叙莱斯特雷接壤的市镇（或旧市镇、城区）包括：库尔德芒什、盧伊、米济、德鲁艾地区韦尔。
梅尼勒叙莱斯特雷的时区为UTC+01:00、UTC+02:00（夏令时）。

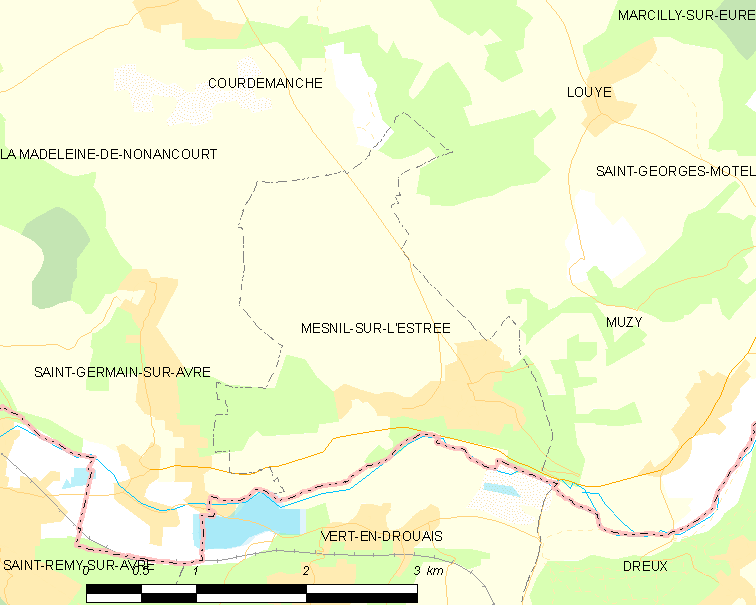
梅尼勒叙莱斯特雷的OSM定位图

## 行政
梅尼勒叙莱斯特雷的邮政编码为27650，INSEE市镇编码为27406。

## 政治
梅尼勒叙莱斯特雷所属的省级选区为圣安德烈德勒尔县。

## 人口

1962-2008年间梅尼勒叙莱斯特雷人口变化图示

梅尼勒叙莱斯特雷于2022年1月1日时的人口数量为942人。